# Ebersheim
Ebersheim (Awersche in alsaziano) è un comune francese di 2 287 abitanti situato nel dipartimento del Basso Reno, nella regione del Grand Est.

## Società

### Evoluzione demografica
Abitanti censiti